# Alagoa Nova
Alagoa Nova is een gemeente in de Braziliaanse deelstaat Paraíba. De gemeente telt 19.799 inwoners (schatting 2009).